# Doris Neuner
Doris Neuner   (Innsbruck, 10 de maig de 1971) és una pilot de luge austríaca, ja retirada, que va competir durant la dècada de 1990. És germana de la també conductora de luge Angelika Neuner.
El 1992 va prendre part en els Jocs Olímpics d'hivern d'Albertville, on guanyà la medalla d'or en la prova individual del programa de luge. Dos anys més tard, als Jocs de Lillehammer, fou desena en la mateixa prova.
En el seu palmarès també destaquen dues medalles de plata i dues de bronze al Campionat del món de luge.